# Папушина, Татьяна Васильевна
Татьяна Васильевна Папушина (род. 5 сентября 1974) — российская самбистка и дзюдоистка, чемпионка России и мира по самбо, призёр чемпионатов Европы по самбо, призёр чемпионатов России и мира по дзюдо, призёр чемпионата мира среди студентов. Заслуженный мастер спорта России по самбо, мастер спорта России международного класса по дзюдо. Член сборной команды страны по дзюдо с 1998 года, по самбо — с 1995 года. В 2006 году завершила спортивную карьеру. Тренер по дзюдо и самбо СШОР «Юность» (Калуга).

## Спортивные результаты
- Чемпионат России по дзюдо 1999 года — ;
- Чемпионат России по дзюдо 2000 года — ;
- Чемпионат России по дзюдо 2002 года — ;
- Чемпионат России по дзюдо 2004 года — .